# La Postolle
La Postolle é uma comuna francesa na região administrativa de Borgonha-Franco-Condado, no departamento de Yonne. Estende-se por uma área de 11,8 km². Em 2010 a comuna tinha 145 habitantes (densidade: 12,3 hab./km²).